# Lina Wertmüller
Lina Wertmüller, właśc. Arcangela Felice Assunta Wertmüller von Elgg Spañol von Braueich (ur. 14 sierpnia 1928 w Rzymie, zm. 9 grudnia 2021 tamże) – włoska reżyserka i scenarzystka filmowa.

## Życiorys
Wywodziła się ze szwajcarskiej arystokracji. Na początku kariery była asystentką Federica Felliniego.
Znana głównie ze swych filmów z lat 70., będących ciętą satyrą na ówczesne stosunki społeczno-polityczne. Jej najgłośniejszy film pt. Siedem piękności Pasqualino (1976) zdobył cztery nominacje do Oscara. Zasiadała w jury konkursu głównego podczas 45. Międzynarodowego Festiwalu Filmowego w Wenecji (1988). Była pierwszą kobietą w historii Oscarów nominowaną w kategorii najlepszy reżyser.

## Filmografia
- 1963: Basilischi – reżyseria
- 1963: 8 1/2 – asystent reżysera
- 1965: Questa Volta Parliamo di Uomini – reżyseria
- 1967: Non Stuzzicate la Zanzara – reżyseria
- 1970: Quando le Donne Avevano la Coda – scenariusz
- 1970: Citt`a Violenta – scenariusz
- 1972: Urażony honor hutnika Mimi – scenariusz, reżyseria
- 1973: Film d'Amore e d'Anarchia – scenariusz, reżyseria
- 1973: Brother Sun, Sister Moon – scenariusz
- 1974: Porwani zrządzeniem losu przez wody lazurowego sierpniowego morza – scenariusz, reżyseria
- 1974: Tutto a posto e niente in ordine – scenariusz, reżyseria
- 1976: Siedem piękności Pasqualino – scenariusz, reżyseria, produkcja
- 1978: La Fine del Mondo nel Nostro Solito Letto in una Notte Piena di Pioggia – scenariusz, reżyseria
- 1979: Krwawe zajście pomiędzy dwoma mężczyznami z powodu pewnej wdowy. Podejrzewa się przyczyny polityczne – scenariusz, reżyseria
- 1979: Belle Starr – reżyseria
- 1983: Scherzo del Destino in Agguate Dietro l'Angolo Come un Brigante da Strada – scenariusz, reżyseria
- 1985: Sotto, Sotto – scenariusz
- 1985: Un Complicato Intrigo di Donne, Vicoli e Delitti – scenariusz, reżyseria
- 1986: Notte d'Estate con Profilo Greco, Occhi a Mandorla, e Odore di Basilico – scenariusz, reżyseria, muzyka
- 1987: Bellissimo: Images of the Italian Cinema
- 1989: Il Decimo Clandestino – scenariusz, reżyseria
- 1989: In Una Notte di Chiaro di Luna – reżyseria
- 1990: Sabato, Domenica e Luned`i – scenariusz, reżyseria
- 1993: Ciao, Professore! – scenariusz, reżyseria
- 1996: Metalmeccanico e Parrucchiera in un Turbine di Sesso e Politica – scenariusz, reżyseria
- 1996: Ninfa Plebea – scenariusz, reżyseria
- 1999: Ferdinando e Carolina – scenariusz, reżyseria
- 2001: Francesca e Nunziata – scenariusz, reżyseria